# Frank J. Corr
Frank J. Corr (ur. 12 stycznia 1877 w Nowym Jorku  – zm. 3 czerwca 1934 w Chicago) – amerykański polityk demokratyczny, burmistrz Chicago od 1933 do 1934 roku, po śmierci Antona Cermaka z rąk Giuseppe Zangary w 1933 roku.
Corr urodził się w nowojorskim Brooklynie w 1877 roku, a w 1890 rodzina przeniosła się do Chicago. Ukończył Chicago-Kent College of Law i zajął się w 1902 roku polityką.
Po zabójstwie w 1933 roku Antona Cermaka rada miasta wybrała go na tymczasowego burmistrza miasta. W przeprowadzonych miesiąc później wyborach zwycięstwo odniósł Edward Kelly.
Zmarł 3 czerwca 1934.